# Dolcenera
Dolcenera (Scorrano (Apulische provincie Lecce), 16 mei 1977) is een Italiaanse zangeres. Haar echte naam is Emanuela Trane.
De zangeres komt uit een muzikaal gezin en leerde al vroeg piano en klarinet te spelen. Op haar veertiende gaat ze studeren aan het conservatorium. Op haar achttiende verhuist ze naar Florence waar ze in diverse bands speelt en zingt. Hier leert ze Lucio Fabbri van de band PFM kennen. Samen met hem gaat ze werken aan eigen materiaal wat resulteert in het debuutalbum Sorriso nucleare. Het album wordt uitgebracht na haar overwinning op het Festival van Sanremo in 2003 met het nummer Siamo tutti la fuori.
In 2005 neemt Dolcenera deel aan het realityprogramma Music Farm. Hier zit zij samen met een aantal medezangers- en zangeressen in een beautyfarm. Uiteindelijk komt ze als winnares uit de bus. Onmiddellijk na afloop van het programma verschijnt het zeer succesvolle tweede album Un mondo perfetto. Hierop is ook haar hit Mai più noi due te vinden en een cover van de Italiaanse klassieker Sei bellissima. In 2006 neemt Dolcenera voor de tweede keer deel aan het Festival van Sanremo met het nummer Com'è stradordinaria la vita. Slechts 9 maanden na de release van Il mondo perfetto verschijnt het derde album Il popolo dei sogni. In februari 2009 verschijnt Dolcenera's vierde studioalbum Dolcenera nel paese delle meraviglie waarop ook Il mio amore unico staat. Met dit nummer neemt ze deel aan het Festival van Sanremo. Ondanks dat ze vanaf het eerste moment de grote favoriet was van het publiek werd ze voor de finale uitgeschakeld.

## Discografie

### Albums
- Sorriso nucleare (2003)
- Un mondo perfetto (2005)
- Il popolo dei sogni (2006)
- Un mondo perfetto (Germany Edition) (2006)
- Dolcenera nel paese delle meraviglie (2009)

### Singles
- Solo tu (2002)
- Siamo tutti là fuori (2003)
- Devo andare al mare (2003)
- Vivo tutta la notte (2004)
- Mai più noi due (2005)
- Continua (2005)
- Com'è straordinaria la vita (2006)
- Passo dopo passo (2006)
- Piove (condizione dell'anima) (2006)
- Il mio amore unico (2009)
- La più bella canzone d'amore che c'è (2009)
- Un dolce incantesimo (2009)